# Municipio de Coal (Arkansas)
El municipio de Coal (en inglés: Coal Township) es un municipio ubicado en el condado de Scott en el estado estadounidense de Arkansas. En el año 2010 tenía una población de 214 habitantes y una densidad poblacional de 4,34 personas por km².

## Geografía
El municipio de Coal se encuentra ubicado en las coordenadas 34°55′18″N 94°24′8″O / 34.92167, -94.40222. Según la Oficina del Censo de los Estados Unidos, el municipio tiene una superficie total de 49.31 km², de la cual 49,12 km² corresponden a tierra firme y (0,38 %) 0,19 km² es agua.

## Demografía
Según el censo de 2010, había 214 personas residiendo en el municipio de Coal. La densidad de población era de 4,34 hab./km². De los 214 habitantes, el municipio de Coal estaba compuesto por el 83,18 % blancos, el 2,34 % eran afroamericanos, el 7,48 % eran amerindios, el 0,93 % eran asiáticos, el 0,93 % eran de otras razas y el 5,14 % eran de una mezcla de razas. Del total de la población el 2,34 % eran hispanos o latinos de cualquier raza.